# Jeju Air
Jeju Air (in coreano: 제주항공) è una compagnia aerea sudcoreana a basso costo costituita nel gennaio del 2005 e con sede nella città di Jeju, Corea del Sud. È di proprietà della Jeju Air Co., Ltd. che è partecipata da Aigyeong Group e dalla Provincia di Jeju-do.
Dotata di uffici nelle città di Jeju, Seul, Pusan e Cheongju, la Jeju Air opera voli a basso costo nazionali e internazionali limitatamente all'area dell'Asia Pacifica.

## Storia
Jeju Air nasce dall'idea di Aigyeong Group di creare una compagnia aerea che competesse con il duopolio originato dall'attività delle due principali compagnie sudcoreane, Asiana Airlines e Korean Air, e che si inserisse in un mercato turistico interno stagnante a causa delle tariffe elevate dei due vettori concorrenti.
Nel gennaio 2005 viene costituita Jeju Air Co. Ltd. nella quale entrano in società Aigyeong Group nella misura del 75% e la Provincia ad amministrazione speciale di Jeju-do con una quota del 25%.
Nell'agosto 2005 Jeju Air ha ottenuto la licenza ad operare come compagnia aerea e il 5 giugno 2006 opera il primo volo della sua storia con un de Havilland Canada Dash Q400 sulla rotta Jeju-Seul.
Nel 2008 la compagnia ha ottenuto la licenza per volare su tratte internazionali e opera il primo volo sulla rotta Jeju-Hiroshima a cui seguono, nello stesso anno, voli per Kitakyūshū e Osaka.
Nel 2010 la compagnia ha raggiunto i cinque milioni di passeggeri trasportati per un totale di 50 000 voli, inaugurando il servizio per Hong Kong e rafforzando la flotta con il sesto Boeing 737-800 acquisito da SpiceJet.
Le operazioni di volo di Jeju Air sono state colpite dalla pandemia di coronavirus. Nell'agosto 2021 ha venduto azioni per raccogliere 180 milioni di dollari per operazioni di finanziamento.

## Flotta
A gennaio 2024 la flotta di Jeju Air è così composta:

## Incidenti
- 29 dicembre 2024: il volo Jeju Air 2216, operato da un Boeing 737-800, esce di pista dopo un belly landing all'aeroporto di Muan, in Corea del Sud. Tra i 181 a bordo sono sopravvissuti soltanto due ufficiali di bordo, rendendolo il peggior incidente mai avvenuto sul suolo sudcoreano e il peggiore del 2024.